# Escobar de Polendos
Escobar de Polendos ist ein Ort und eine Gemeinde (municipio) mit 166 Einwohnern (Stand: 2024) in der zentralspanischen Provinz Segovia in der Autonomen Region Kastilien-León. Neben dem Hauptort Escobar de Polendos gehören die Ortschaften Parral de Villovela, Peñarrubias de Pirón, Pinillos de Polendos und Villovela de Pirón zur Gemeinde.

## Lage und Klima
Escobar de Polendos liegt in der kastilischen Meseta in ca. 905 m Höhe ungefähr 16 Kilometer (Fahrtstrecke) nördlich der Provinzhauptstadt Segovia. Das Klima ist gemäßigt bis warm; Regen (594 mm/Jahr) fällt mit Ausnahme der trockenen Sommermonate übers Jahr verteilt.

## Bevölkerungsentwicklung
| Jahr      | 1970 | 1981 | 1991 | 2001 | 2011 | 2021 |
| Einwohner | 421  | 295  | 233  | 249  | 200  | 168  |

## Sehenswürdigkeiten
- Kirche der Unbefleckten Empfängnis in Villovela de Pirón
- Marienkapelle von Peñarrubias de Pirón

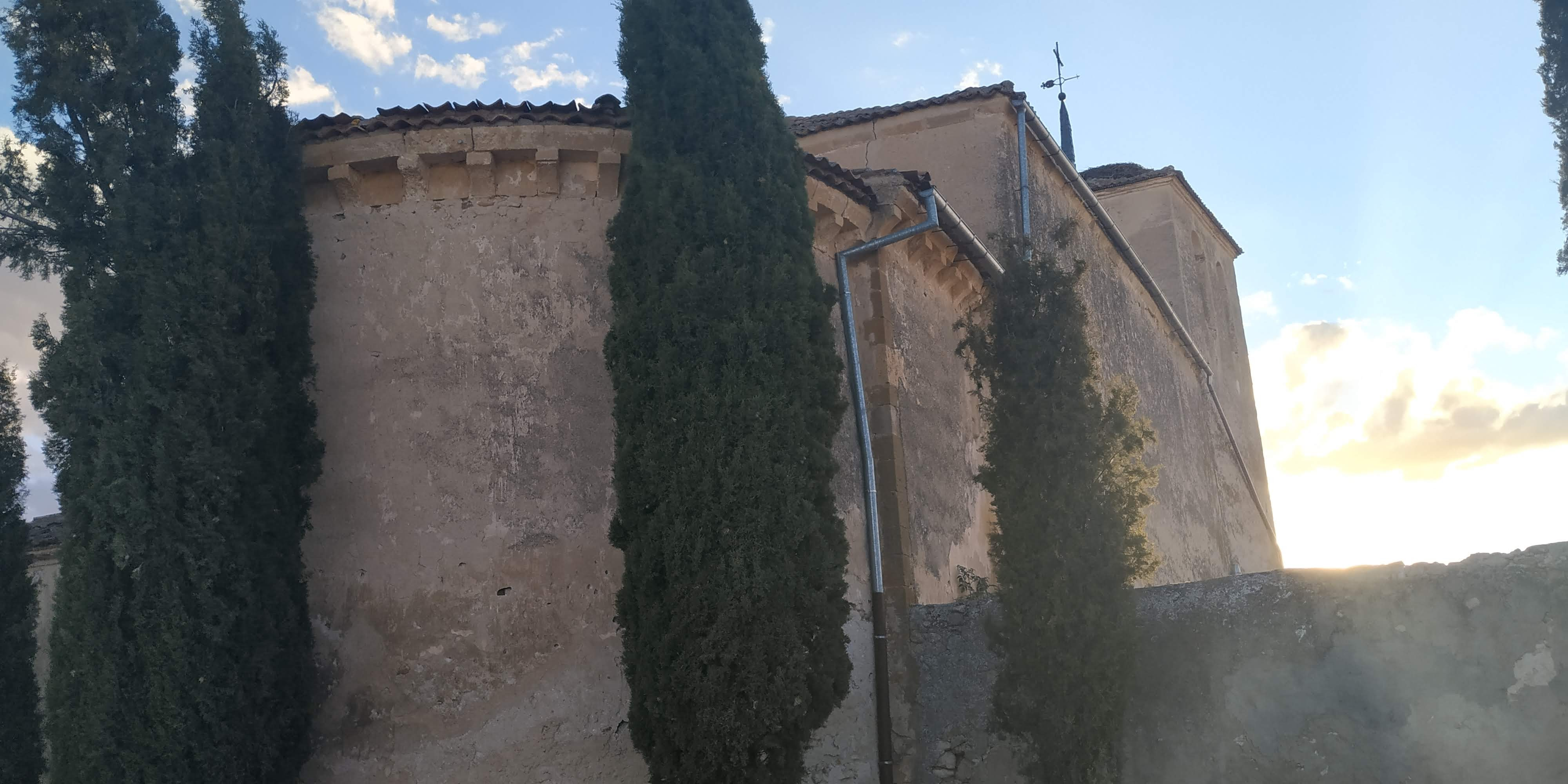
Kirche der Unbefleckten Empfängnis
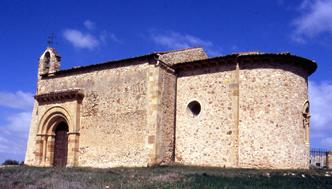
Marienkapelle